# Vonarskarð
Der Vonarskarð ist ein abgelegener Gebirgspass im Hochland von Island.

## Lage und Verkehrsanbindung
Er liegt in 900–940 m Höhe südöstlich des Tungnafellsjökull und nordwestlich der Bárðarbunga, einem Teil des Vatnajökulls. Eine Piste führt von der Sprengisandsleið  vom Süden in dieses Gebiet. Vom Norden führt ein Abzweig der Austurleið  hier her. Zwischen beiden Teilstücken klafft eine weglose Strecke von gut 14 Kilometern.

## Wichtige Daten
Der Pass liegt in 900–940 m Höhe und ist 12–13 km breit zwischen den Gletschern, im Tal jedoch nur 2–3 km breit. Seine Länge beträgt ca. 15–20 km.

## Wasserscheide
Hier entspringt der Kaldakvísl, der nach Süden zur Tungnaá und weiter zur Þjórsá abfließt. Nach Norden fließen die Wasser dem Skjálfandafljót zu.
Die Quellbäche beider Flüsse strömen aus den Gletschern zu beiden Seiten des Tales. Oft treffen sie sich im überschwemmten Tal und strömen dann in beide Richtungen ins Tiefland.

## Vulkanismus
Die zwei Hochtemperaturgebiete am Vonarskarð werden dem Vulkansystem des Tungnafellsjökull zugerechnet.
An den südlichen Westhängen des Tales findet man metamorphisches Gestein von besonderer Farbigkeit.